# Beatnuts
The Beatnuts son un grupo de hip-hop y dúo de productores del distrito neoyorquino de Queens (EE. UU.). Sus miembros actuales son JuJu y Psycho Les. JuJu es de Corona, República Dominicana y Psycho Les de Medellín, Colombia.

## Biografía
The Beatnuts son los únicos latinos del colectivo Native Tongues. Aun siendo miembros periféricos del citado colectivo, han sido reconocidos a menudo por Q-Tip, que ha mencionado su nombre al menos dos veces en sus canciones (una en 1991 y otra en 1996). Originalmente eran un trío, antes de que Kool Fashion, ahora conocido como Al’ Tariq, dejara el grupo para comenzar su carrera en solitario. The Mighty V.I.C. (Groove Merchantz, Ghetto Pros) también formaron parte del equipo de producción de Beatnuts por un tiempo.
A principios de su carrera produjeron álbumes para Common y Chi-Ali, ambos miembros de Native Tongues. Jennifer López usó en su canción "Jenny from the block" el sample de "Watch Out Now", de Beatnuts.
Sus colaboraciones con otros artistas tardaron en aparecer en sus álbumes. Particularmente, con frecuencia actuaban con Masta Ace y con Greg Nice de Nice & Smooth. Son pilares en la comunidad del hip hop latino manteniendo conexiones con Problems, Triple Seis, Tony Touch, Cuban Link, Prince Whipper Whip, Magic Juan de Proyecto Uno y más tarde Big Pun.
Kool Fashion es el antiguo tercer miembro del grupo. Ahora es un musulmán devoto que persigue su carrera en solitario bajo el nombre de Al' Tariq, y que ha colaborado con Beatnuts en alguna ocasión.
The Beatnuts también ha trabajado con DJ Honda, Akon, Jurassic 5, Real El Canario, Dead Prez y Large Professor. Eminem ha reconocido que han sido una influencia para él y los ha invitado a viajar con él en algún concierto.

## Discografía
- Intoxicated Demons: The EP (1993), Relativity/Violator
- The Beatnuts: Street Level (1994), Relativity/Violator
- Stone Crazy (1997), Relativity/Violator/Epic/Sony
- Hydra Beats, Vol. 5 (1997), Hydra
- Remix EP: The Spot (1998), Relativity/Violator/Epic/Sony
- A Musical Massacre (1999), Loud/Sony
- World Famous Classics (1999), Sony
- Take It or Squeeze It (2001), Loud/Epic/Sony
- Beatnuts Forever (2001), Relativity
- Classic Nuts, Vol. 1 (2002), Loud/Epic/Sony
- The Originators (2002), Landspeed
- Milk Me (2004), Penalty
- U.F.O. Files (2008), Pit Fight
- Planet of the Crates (2009), Pit Fight

### En solitario

#### Al' Tariq
- God Connections (1996)
- Kool Fresh (1997)

#### Psycho Les
- Psycho Therapy (The Soundtrack) (2007)

#### Psycho Les, Al' Tariq & Problemz as Big City
- The City Never Sleeps (2007)